# Eduardo Darias
Washington Eduardo Darias Lafuente (Toledo, Uruguay; 28 de febrero de 1998) es un futbolista uruguayo que juega como volante o lateral derecho en el Club Atlético Peñarol de la Primera División de Uruguay.

## Carrera profesional
Formado en las divisiones juveniles del club Central Español, debutó en el primer equipo el 9 de septiembre de 2017 durante el partido de Segunda División Profesional perdiendo por 2-1 ante Oriental. 
El 29 de noviembre siguiente marcó por primera vez, anotando un doblete decisivo en la victoria por 2-0 de Central Español ante Deportivo Maldonado.
En 2019 fue vendido al Deportivo Maldonado con quien consigue el ascenso a primera división al final de la temporada.
A fines de diciembre de 2023 se confirma como nuevo refuerzo del Club Atlético Peñarol en condición de préstamo hasta fines de 2024.  En noviembre de 2024 Peñarol decide comprar parte de la ficha del jugador. 

## Clubes
| Club                  | País    | Año            |
| --------------------- | ------- | -------------- |
| Central Español       | Uruguay | 2017 - 2018    |
| Deportivo Maldonado   | Uruguay | 2019 - 2023    |
| Club Atlético Peñarol | Uruguay | 2024 - Actual. |

## Estadísticas
Datos actualizados al 1 de diciembre de 2024.
| Equipo | Div.                | Temporada           | Liga  | Liga  | Copa Nacional (1) | Copa Nacional (1) | Copa Internacional (2) | Copa Internacional (2) | Total | Total |
| Equipo | Div.                | Temporada           | Part. | Goles | Part.             | Goles             | Part.                  | Goles                  | Part. | Goles |
| Central Español · Uruguay | 2ª                  |                     |       |       |                   |                   |                        |                        |       |       |
| Central Español · Uruguay | 2ª                  | 2017                | 14    | 2     | -                 | -                 | -                      | -                      | 14    | 2     |
| Central Español · Uruguay | 2ª                  | 2018                | 23    | 4     | -                 | -                 | -                      | -                      | 23    | 4     |
| Central Español · Uruguay | Total               | Total               | 37    | 6     | -                 | -                 | -                      | -                      | 37    | 6     |
| Deportivo Maldonado · Uruguay | 2ª                  |                     |       |       |                   |                   |                        |                        |       |       |
| Deportivo Maldonado · Uruguay | 2ª                  | 2019                | 14    | 0     | -                 | -                 | -                      | -                      | 14    | 0     |
| Deportivo Maldonado · Uruguay | 1ª                  |                     |       |       |                   |                   |                        |                        |       |       |
| Deportivo Maldonado · Uruguay | 2020                | 16                  | 3     | -     | -                 | -                 | -                      | 16                     | 3     |       |
| Deportivo Maldonado · Uruguay | 2021                | 21                  | 2     | -     | -                 | -                 | -                      | 21                     | 2     |       |
| Deportivo Maldonado · Uruguay | 2022                | 30                  | 3     | 1     | 0                 | -                 | -                      | 31                     | 3     |       |
| Deportivo Maldonado · Uruguay | 2023                | 30                  | 4     | 1     | 0                 | 1                 | 0                      | 32                     | 4     |       |
| Deportivo Maldonado · Uruguay | Total               | Total               | 111   | 12    | 2                 | 0                 | 1                      | 0                      | 114   | 12    |
| Peñarol · Uruguay | 1ª                  |                     |       |       |                   |                   |                        |                        |       |       |
| Peñarol · Uruguay | 1ª                  | 2023                | -     | -     | 3                 | 1                 | -                      | -                      | 3     | 1     |
| Peñarol · Uruguay | 1ª                  | 2024                | 26    | 4     | -                 | -                 | 10                     | 1                      | 36    | 5     |
| Peñarol · Uruguay | Total               | Total               | 26    | 4     | 3                 | 1                 | 10                     | 1                      | 39    | 6     |
| Total en su carrera | Total en su carrera | Total en su carrera | 174   | 22    | 5                 | 1                 | 11                     | 1                      | 190   | 24    |
| (1) Las copas nacionales se refiere a la Copa AUF Uruguay. (2) Las copas internacionales se refiere a la Copa Sudamericana, Recopa Sudamericana y Copa Libertadores. |                     |                     |       |       |                   |                   |                        |                        |       |       |

## Palmarés

### Títulos nacionales
| Título              | Club    | País    | Año  |
| ------------------- | ------- | ------- | ---- |
| Torneo Apertura     | Peñarol | Uruguay | 2024 |
| Torneo Clausura     | Peñarol | Uruguay | 2024 |
| Campeonato Uruguayo | Peñarol | Uruguay | 2024 |
| Torneo Intermedio   | Peñarol | Uruguay | 2025 |